# ULTRAMAN ORIGINAL SOUNDTRACK
ULTRAMAN ORIGINAL SOUNDTRACK（ウルトラマン・オリジナル・サウンドトラック）は2004年に公開した映画『ULTRAMAN』のサウンドトラック集。

## 概要
B'zの松本孝弘の音楽監修及び池田大介、小澤正澄、鎌田真吾が音楽を担当したサウンドトラックで、松本・小澤の共同制作が収録されている唯一の作品集でもある。そのため、松本及び小澤がヘヴィメタル・ミュージシャンということもあり、ヘヴィメタル色の強いインストが収録されている一方、オーケストラ的な楽曲も制作した。

## 収録曲
1. イントロダクション
作曲・編曲：林良
2. Theme from ULTRAMAN（松本孝弘）
作曲:松本孝弘 編曲:松本孝弘・徳永暁人
3. 真木のテーマ
作曲・編曲:小澤正澄
4. ネクストのテーマ
作曲・編曲:松本孝弘・池田大介
5. 連れ去られる真木
作曲・編曲:鎌田真吾
6. 少年の日
作曲・編曲:小澤正澄
7. BCSTのテーマ〜ザ・ワンのテーマ
作曲・編曲:鎌田真吾
8. 迫りくる恐怖
作曲・編曲:池田大介
9. ザ・ワンのテーマ
作曲・編曲:鎌田真吾
10. ネクスト飛翔
作曲:松本孝弘・小澤正澄 編曲:小澤正澄
11. 狂気
作曲・編曲:鎌田真吾
12. NEVER GOOD-BYE（TMG）
13. 沙羅のテーマによる組曲
作曲・編曲:小澤正澄・鎌田真吾
14. 沙羅の決断
作曲・編曲:鎌田真吾
15. テイクオフ
作曲・編曲:小澤正澄
16. 真木のテーマ 誇り高く
作曲・編曲:小澤正澄
17. ネクストのテーマ 戦いの組曲
作曲:松本孝弘・小澤正澄・池田大介 編曲:小澤正澄
18. 真木のテーマ 空中戦
作曲・編曲:小澤正澄
19. 悪夢
作曲・編曲:林良
20. 非常事態
作曲・編曲:鎌田真吾
21. 破壊される街
作曲・編曲:池田大介
22. 羽ばたいた悪魔
作曲・編曲:池田大介
23. 戦うネクスト
作曲・編曲:鎌田真吾
24. クライマックス組曲
作曲:松本孝弘・小澤正澄・池田大介 編曲:小澤正澄
25. 真木のテーマ 運命…
作曲・編曲:小澤正澄
26. 真木のテーマ 再び空へ
作曲・編曲:小澤正澄

## 参加ミュージシャン
- 松本孝弘 - ギター
- 小澤正澄 - シンセサイザー、ギター
- 池田大介 - シンセサイザー
- 鎌田真吾 - キーボード
- 林良 - キーボード
- 徳永暁人 - ベース